# タンヤ・ヤースケライネン

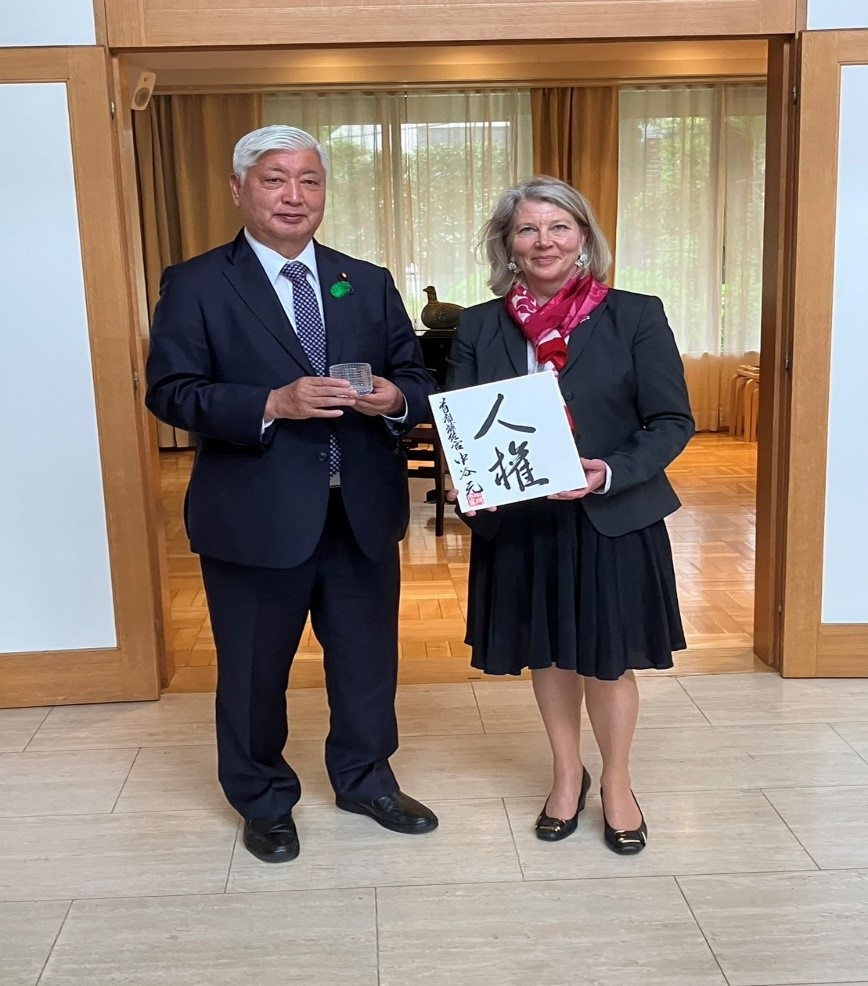
内閣総理大臣補佐官中谷元と（2023年4月26日）

タンヤ・カトリーナ・ヤースケライネン（フィンランド語: Tanja Katriina Jääskeläinen）は、フィンランドの外交官。2022年より駐日フィンランド大使。

## 来歴
大学で政治学とドイツ語を学ぶ。1995年にフィンランド外務省に入省。外交官としてはイギリス、ハンガリー、シリア、チュニジアで勤務。
2022年9月1日に次期大使として来日した。同年12月19日、皇居で信任状を捧呈して駐日大使に就任した。